# Seututie 455
Pour les articles homonymes, voir Route 455.
La route régionale 455 (finnois : Seututie 455) est une route régionale allant de Joroinen jusqu'à Särkimäki à Pieksämäki en Finlande,,.

## Présentation
La seututie 455 est une route régionale de Savonie du Sud et de Savonie du Nord.

## Parcours
- Joroinen
- Hyttilänkylä
- Maavesi
- Särkimäki